# 閻睿
閻睿（1461年—1532年），字汝思，號三樂道人，山西太原府祁縣人，軍籍，明朝政治人物。

## 生平
弘治八年（1495年）乙卯科山西鄉試第五十三名舉人，十二年（1499年）中式己未科會試第二百二十四名，三甲第七十二名進士。授永清縣知縣，十八年（1505年）十一月升陝西道監察御史，巡視北城，正德二年（1507年）奉命查盤陝西甘肅邊儲，四年（1509年）巡按陝西，六年（1511年）七月升浙江按察司副使，巡視海道，九年（1514年）正月考察以不謹閒住，嘉靖十一年（1532年）卒。

## 著作
著有《晉郊集》。

## 家族
曾祖閻孝先；祖父閻棟；父閻威，上海縣稅課司大使。前母王氏；母呂氏。永感下。